# Jón Ögmundsson
Jón Ögmundsson (eller Ögmundarson), född 1052, död 23 april 1121, var en isländsk biskop som år 1106 grundlade det första episkopala sätet vid Hólar i Hjaltadalen på norra Island och var biskop där till sin död.
Jón var en religiös purist som gjorde det till sin livsgärning att ta bort alla spår av hedendom. Detta inkluderade att förändra namnen på veckodagarna. Därför blev óðinsdagr (= onsdag, Odens dag) istället miðvikudagr, "midveckodagen", och dagarna för Tyr och Tor blev prosaisk "tredjedag" och "femtedag". Denna namnändring var speciell för Island. De övriga nordiska länderna Norge, Sverige och Danmark, delvis också England, fick behålla sina spår från förkristen praxis i namngivningen av veckodagarna.
Jóns namngivning på veckodagarna är fortfarande använd på dagens Island, men trots succén med denna kosmetiska reform verkar det inte som Jón klarade av att få bort eller rensa minnet av de hedniska gudarna. Mer än ett århundrade efter Jóns död skrev Snorre Sturlasson Edda och vidareförde kunskapen om tidigare tider och dess myter och poesi.
Biskop Jón blev ett lokalt helgon vid episkopalt dekret vid Alltinget år 1200.